# كونور
كونور هي تحصيل وبلدية في ضاحية نلغيري التابعة لولاية تاميل نادو الهندية. اعتبارًا من عام 2011، كان عدد سكان المدينة 45494 نسمة.